# Tenonia priops
Tenonia priops är en ringmaskart som först beskrevs av Hartman 1961.  Tenonia priops ingår i släktet Tenonia och familjen Polynoidae. Inga underarter finns listade i Catalogue of Life.